# Chaser (відеогра)
Chaser — шутер від першої особи, розроблений словацькою компанією Cauldron і випущений у 2003 році. Гра вийшла для операційної системи Microsoft Windows і відзначилась насамперед своєю науково-фантастичною сюжетною лінією, що розгортається в майбутньому на Марсі.

## Сюжет
Події гри Chaser розгортаються в недалекому майбутньому, переважно на Марсі, колонізованому людством. На тлі боротьби за владу між мегакорпораціями, приватними військовими силами та повстанцями, гравець опиняється у центрі заплутаної історії змови, амнезії, політичного терору і війни.

#### Початок
Головний герой прокидається на орбітальній космічній станції МетаСфера без жодних спогадів про себе. Він дізнається, що його звати Джон Чейсер. Раптово станція зазнає нападу, починається хаос, і герой змушений тікати. Після напруженої втечі він опиняється на Землі — в нетрях мегаполіса Нью-Йорк, який контролюється бандитськими угрупованнями та корумпованими силами.

#### Нью-Йорк та бандитські угруповання
У Нью-Йорку Чейсер намагається знайти відповіді на питання про власне минуле. Він вступає у протистояння між місцевими мафіозними кланами, працює на гангстера Кабреро і занурюється в кримінальний світ. Протягом кількох місій він потрапляє у засідки, зрадництва, рятує людей і знищує бази ворогів. Однак усі нитки зрештою ведуть на Марс — планету, яку контролює приватна військова структура MARSCORP, очолювана жорстоким диктатором Самуелем Лонгвудом Грейемом.

#### Переліт на Марс і повстання
Після численних подій на Землі Чейсер прибуває на Марс, де відбувається справжній переворот у сюжеті. Колонія вже давно перебуває під контролем MARSCORP, яка придушує будь-який опір. Життя місцевих мешканців перетворене на рабство, а будь-які прояви непокори знищуються.
Чейсер приєднується до марсіанських повстанців, які ведуть партизанську війну проти сил Грейема. Він бере участь у небезпечних бойових операціях: звільнення в’язнів, саботажі, диверсії на військових базах та масштабних атаках. Протягом цих місій гравець знайомиться з ключовими фігурами руху опору, зокрема з харизматичним лідером повстанців — Кузманом, і починає сумніватися у своєму минулому.

#### Змова, спогади і шокуюча правда
Ближче до кульмінації Чейсер дізнається, що його спогади — фальшиві. Він не є тим, ким себе вважає. Насправді він — Скотт Стоун, елітний найманець, який працював на MARSCORP і був особисто пов’язаний із Лонгвудом Грейемом. У процесі таємної операції Стоун убив справжнього Джона Чейсера — агента опору, який збирав інформацію проти диктатора. MARSCORP використала технологію імплантації пам’яті, щоб вживити особу Чейсера у мозок Стоуна, щоб потім відправити його як шпигуна до повстанців.
Проте щось пішло не за планом: Стоун утратив пам’ять і повністю перейняв особистість Чейсера. Таким чином, герой опиняється у складному моральному конфлікті: він водночас і герой, і вбивця героя. Його існування — фікція, створена технологією, і його союзники насправді вважають його зрадником, якщо дізнаються правду.

#### Фінал
У фінальних місіях Чейсер/Стоун проникає у центральний штаб MARSCORP. Гравець має вибір — знищити структуру диктатора і помститися за правду, або ж піти на бік Грейема. Проте за сценарієм гри фінал більшою мірою лінійний.
Герой вбиває Лонгвуда Грейема і виводить на світ правду про диктатуру. Повстанці здобувають перемогу, але для головного героя вона не є повною. Він залишає Марс, усвідомлюючи, що він — не Чейсер, не Стоун, а хтось посередині. Його особистість — продукт війни, змови й обману.
Гра завершується відкритим фіналом, залишаючи гравця з питанням: чи може фальшива особистість стати справжньою, якщо вона чинить правильно?

## Багатокористувацький режим

#### Студія Cauldron
Гру Chaser розробила словацька студія Cauldron Ltd., заснована у 1996 році в Братиславі. На момент створення Chaser команда вже мала деякий досвід у геймдеві, але Chaser став її наймасштабнішим і найамбітнішим проєктом. Його розробка тривала приблизно три роки, починаючи з 2000-го року, і включала в себе створення власного ігрового рушія — CloakNT, який підтримував новітні на той час графічні технології.

#### Власний рушій CloakNT
Інженери Cauldron створили CloakNT Engine з нуля, спеціально для Chaser. Це був технічно просунутий рушій, який включав підтримку:
- складної геометрії рівнів;
- реалістичного освітлення та тіней;
- динамічного неба;
- системи частинок (дим, вибухи, кров тощо);
- детальної анімації персонажів;
- об’ємного озвучення з урахуванням просторової позиції;
- великої кількості NPC з власною поведінкою.

На момент релізу рушій виглядав конкурентоспроможним поряд з id Tech 3 (Quake III Arena) чи Unreal Engine 2, хоча й мав менше інструментів для модифікації та був менш оптимізований.

#### Натхнення і впливи
Розробники надихалися популярними на той час фільмами та іграми. Серед ключових впливів:
- Blade Runner — естетика футуристичного антиутопічного світу;
- Total Recall (1990) — сюжет про втрату памʼяті і колонізацію Марса;
- Half-Life — інтеграція наративу у геймплей без катсцен;
- Deus Ex — тема змови, особистості, маніпуляцій.

Команда мала амбіцію створити гру, яка поєднає кіношний сюжет, інтенсивний екшн, реалістичні перестрілкита психологічний трилер. Вони свідомо уникали надмірної фантастики або гумору, натомість прагнули зробити атмосферну, серйозну гру про особисту трагедію, тоталітаризм і бунт.

#### Випробування та виклики
Оскільки студія була відносно невеликою (менше 30 людей), а бюджет обмеженим, розробка стикалася з багатьма труднощами:
- Створення рушія “з нуля” одночасно із розробкою самої гри;
- Складнощі з оптимізацією під різні конфігурації ПК;
- Локалізація на декілька мов, включно з англійською та німецькою (гра орієнтувалася і на центральноєвропейський ринок);
- Робота над AI ворогів: розробники хотіли, щоб супротивники ховались, діяли командно, але через обмеження довелося спростити їхню поведінку.

Деякі механіки, які планувалися, були врешті скасовані, зокрема:
- розгалуження сюжету,
- модульна система спорядження,
- відкриті хаби рівнів з кількома варіантами проходження.

#### Публікація та маркетинг
Гру видала німецька компанія JoWooD Productions у 2003 році. Саме JoWooD наполягла на зосередженні маркетингу в першу чергу на німецькомовних ринках, тому гра вийшла одразу з повноцінною німецькою локалізацією. Вона також отримала підтримку від фанатської спільноти у Східній Європі, зокрема в Польщі, Чехії, Україні та Росії.
Гру було представлено на виставках E3 і Games Convention, де вона отримала схвальні відгуки за графіку, дизайн рівнів і кінематографічну атмосферу. Проте великі західні ЗМІ поставилися до гри стримано через клішованість деяких елементів і проблеми з ШІ.

#### Подальша доля рушія
CloakNT пізніше був використаний у ще кількох іграх Cauldron, включно з:
- Gene Troopers (2005)
- History Channel: Civil War (2006)
- History Channel: Battle for the Pacific (2008)

Втім, після 2010 року Cauldron перейшла на Unity та Unreal Engine для нових проєктів.

## Оцінки
| Агрегатор  | Оцінка |
| ---------- | ------ |
| Metacritic | 66/100 |

| Видання                 | Оцінка |
| ----------------------- | ------ |
| AllGame                 | [ 2 ]  |
| Computer Games Magazine | [ 3 ]  |
| Computer Gaming World   | [ 4 ]  |
| Eurogamer               | 7/10   |
| GameSpot                | 8/10   |
| GameSpy                 | [ 7 ]  |
| GameZone                | 7.9/10 |
| IGN                     | 7.5/10 |
| PC Gamer (США)          | 69%    |
| X-Play                  | [ 11 ] |

## Зовнішні посилання
- Chaser (відеогра) на MobyGames (англ.)